# Mortal Kombat: Deadly Alliance
Mortal Kombat: Deadly Alliance là một trò chơi đối kháng ra mắt năm 2002 bởi Midway dành cho các hệ máy Xbox, PlayStation 2, GameCube, và Game Boy Advance. Đây là tựa game đối kháng Mortal Kombat được sản xuất dành riêng cho các máy chơi game tại gia mà không có phiên bản game thùng. Deadly Alliance là tựa game chính thứ năm của loạt trò chơi Mortal Kombat. Nội dung game xoay quanh hai pháp sư Quan Chi và Shang Tsung và kế hoạch hồi sinh một đạo quân cổ đại để chiếm lấy Outworld và Earthrealm. Đây là game chính duy nhất mà người chơi không thể điều khiển nhân vật chính Liu Kang. Đây cũng là game chính đầu tiên không có sự đóng góp của John Tobias do anh đã rời Midway vào năm 1999 để theo đuổi mục tiêu khác.
Ngoài phiên bản Game Boy Advance của Deadly Alliance, một phiên bản khác là Mortal Kombat: Tournament Edition được phát hành ngày 25, 2003. Tournament Edition có các nhân vật có trong bản gốc, cùng với các nhân vật không có mặt trong các phiên bản khác như Sektor, Noob Saibot, và Sareena.